# Chlamydephorus purcelli
Chlamydephorus purcelli é uma espécie de gastrópode  da família Chlamydephoridae.
É endémica da África do Sul.
Está ameaçada por perda de habitat.